# هنر پاپ
پاپ آرت (به انگلیسی: Pop Art) یا هنر همگانی

سه پرچم، اثر جسپر جانز ۱۹۵۸ میلادی از نمونه‌های پاپ آرت در ایالات متحده آمریکا

یک جنبش هنری در زمینه هنرهای تجسمی در دهه ۱۹۵۰ و ۱۹۶۰ میلادی بود که به‌طور مستقل در انگلستان و ایالات متحده آمریکا شکل گرفت.  پاپ آرت سوژه‌هایش را از فرهنگ همگانی می‌گرفت، از قوطی‌های آبجو و نوشابه تا داستان‌های مصور، این جنبش هنری که به عنوان واکنشی در برابر جدیت و رسمیت اکسپرسیونیسم انتزاعی نیز شناخته می‌شود، نه تنها بر هنرمندان پس از خود تأثیرگذار بود بلکه به طرز گسترده‌ای گرافیک، مد و تبلیغات را نیز متأثر کرد. دستمایه‌های هنر پاپ جامعه‌ای بود که فراوانی اشیاء مصرفی و تأثیر رسانه‌های جمعی در آن به سرعت رو به گسترش بود ولی هنرمندان این جنبش پیش از آنکه در پی تقبیح یا تقدیس فرهنگ چنین جامعه‌ای باشند، سعی در استفاده از آن در آثارشان و بازنمایی زندگی روزمره را داشتند.

## واژه پاپ

تصویر بالا اثر روی لیکتنستاین هنرمند پاپ در سال ۱۹۶۳، و تصویر پایین منبع اصلی، بخشی از یک داستان مصور.

لارنس الووی منتقد انگلیسی برای اولین بار از واژه پاپ برای توصیف آثار این جنبش استفاده کرد، این عنوان در واقع اصطلاح کوتاه شده‌ای برای واژه Popular بود و با آن که فقط بخشی از خصوصیات ظاهری آثار هنری این جنبش را در برمی‌گرفت، در شیوه تلفظ یا نام‌آوایش به شکل صدای خالی شدن ناگهانی باد (مثل ترکیدن بادکنک) نیز با ماهیت روزمره و تا حدی پیش و پاافتاده سوژه‌های این آثار ارتباط برقرار می‌کرد. الووی در نوشته‌های خود می‌کوشد تفاوت بین فرهنگ پاپ به عنوان محصول رسانه‌های جمعی و پاپ آرت محض که استحاله نمادها و نشانه‌های فرهنگ مردمی و تبدیل آن به هنر اعلا است را توضیح دهد. در واقع استحاله امر معمول و تبدیل آن به یک اثر هنری روشی بود که هنرمندان این جنبش بارها و بارها برای خلق آثارشان از آن استفاده کردند.

## پیش زمینه
با اینکه هنر پاپ را عموماً به عنوان هنری آمریکایی می‌شناسند در واقع پاپ آرت دو بار متولد شد، بار اول در انگلستان و بار دوم به‌طور مستقل در شهر نیویورک
، این انگلستان و به‌طور مشخص گروه مستقل هنرمندان لندنی بودند که از عبارت Popular Art یا هنر مربوط به توده مردم در اوایل دهه ۱۹۵۰ استفاده کردند. این گروه شامل هنرمندان تجسمی، معماران و منتقدانی نظیر ریچارد همیلتون، ادواردو پائولوتزی، جیمز استرلینگ و لارنس الووی بود که سعی داشتند در ابزار ارتباط جمعی و فناوری‌های نوظهور مفاهیم زیبایی‌شناسانه بیابند، یکی از نمودهای مهم این مطالعات پیگیر نمایشگاهی با عنوان فردا چنین است در سال ۱۹۵۶ در لندن بود، پوستری که ریچارد همیلتون برای این نمایشگاه طراحی کرد بعدتر با عنوان واقعاً چه چیزی خانه‌های امروزی را این چنین متفاوت و جذاب می‌کند؟ به یکی از مهم‌ترین آثار این جنبش تبدیل شد، به‌طور کلی پاپ آرت لندنی نسبت به همتای آمریکاییش کمتر تهاجمی بود و بیشتر دیدگاهی رومانتیک و نوستالژیک داشت.
کم و بیش هم‌زمان هنر پاپ در آمریکا مسیری متفاوت را می‌پیمود، تجربیاتی که در لندن صورت گرفته زمینه ذهنی لازم را برای هنرمندان آمریکایی فراهم کرده بود و آمریکا خود بزرگ‌ترین مولد دستمایه‌های هنر پاپ بود ضمن آنکه هنرمندان آمریکایی سنت پر توان نقاشی توصیفی را از قرن نوزدهم به ارث برده بودند. هنرمندانی جوان در حال دگرگون کردن روش‌ها و شیوه‌های اکسپرسیونیست‌های انتزاعی بودند، سبکی که دو دهه (۱۹۴۰ و ۱۹۵۰) بر دنیای هنر حکومت کرده بود ولی از نظر این هنرمندان بیش از حد روشنفکرانه، ذهنی و بیگانه با واقعیت بود، آن‌ها در پی هنری مادی و زمینی بودند و جلوه‌های زندگی شهری در آمریکا را منبع پایان ناپذیری از الهام برای آثارشان یافتند.

## نظریه پاپ آرت
دگرگونی واژه ناآشنایی است، این مفهوم را به ذهن می‌آورد که هنر دگرگون‌کننده است، در حالیکه هنر دگرگون نمی‌کند، فقط شکل می‌دهد.— روی لیکتنستاین
آنچه آمریکا را کشوری فوق‌العاده می‌کند، پایه‌گذاری این راه و رسم است که ثروتمندترین افراد همان چیزهایی را می‌خرند که فقیرترین افراد. آدم می‌تواند تلویزیون نگاه کند و چشمش به کوکاکولا بیفتد و مطمئن باشد که رئیس جمهور کوکا می‌نوشد، لیز تیلر (الیزابت تیلور) کوکا می‌نوشد، فکرش را بکن، تو هم می‌توانی کوکا بنوشی. یک کوکا یک کوکا است و هیچ پول اضافه‌ای نمی‌تواند برای آدم کوکایی بهتر از آن که هر کس در آن گوشه می‌نوشد، بخرد. تمام کوکاها یکسان هستند و همه آن‌ها خوبند.— اندی وارهول، 
اندی وارهول و روی لیکتنستاین بیش از هر هنرمند دیگری جنبش پاپ آرت را در آمریکا پیش بردند و نظریه‌های این دو به چیزی که امروزه به عنوان هنر پاپ شناخته می‌شود شکل داد. به جز این دو نفر از اوایل دهه ۱۹۶۰ ایده استفاده از موضوعات پیش و پا افتاده و حتی مبتذل جامعه شهری آمریکا در آثار هنرمندان دیگری مثل کلاوس اولدنبرگ، تام وسلمان و جیمز روزن کوئست قابل تشخیص بود.
لیکتنستاین می‌کوشید با بازسازی یا دوباره سازی ماشینی، دقیق و موشکافانه المان‌های فرهنگی-هنری مختلف فاصله خود را با شیوه‌های احساسی اکسپرسیونیست‌های انتزاعی برجسته کند و حتی از اشاره مستقیم به آثارشان نیز امتناع نمی‌کرد، لیکتنستاین عقیده داشت ایجاد دگرگونی معنوی به هیچ عنوان وظیفه هنر نیست.
اندی وارهول شناخته شده‌ترین هنرمند این جنبش و شاهزاده پاپ آرت است.
وی کار و آموزش را در هنر تبلیغاتی و تجاری تجربه کرده بود و در این حوزه به عنوان فردی موفق شناخته می‌شد، ولی این چیزی نبود که وارهول برای خود در نظر داشت، او می‌خواست که به عنوان یک هنرمند شناخته شود، هنرمندی محض که آثارش در تاریخ هنر می‌مانند.
وارهول می‌خواست مثل یک ماشین عمل کند و با تکثیر فراوان آثارش به نحوی که همگی واجد کیفیتی یکسان باشند به نبردی علیه ایده یگانگی اثر هنری و نقش هنرمند در شکل‌گیری اثر، چیزی که شاخصه کار هنرمندانی مثل جکسون پولاک یا فرانز کلاین بود برود. از این رو وی سیلک اسکرین را که تا پیش از این در تبلیغات تجاری کاربرد داشت به عنوان تکنیک هنری برگزید، استودیوی خود را کارخانه نامید، شیوه کار گروهی را انتخاب کرد و کارگاهش بیشتر به خط تولید می‌مانست، خط تولیدی که وارهول بر تمام جزئیاتش نظارتی بسیار حساس و تعیین‌کننده داشت.

## موفقیت اقتصادی

بنگ! اثر روی لیکتنستاین

برخلاف هنرمندان انگلیسی این جنبش که به سرعت فاصله خود را با هنر پاپ زیاد کردند و راهی تازه برگزیدند، آمریکایی‌ها به رشد خود در دهه‌های ۱۹۶۰ و ۱۹۷۰ میلادی ادامه دادند. آن‌ها راه شهرت و کامیابی اقتصادی را یافته بودند و بزودی به هنرمندانی بدل شدند که چیزی را تولید می‌کردند که از آن‌ها انتظار می‌رفت، به هر حال تجربه‌هایی که لیکتنشتاین و وارهول در هنر تجاری داشتند در پیشبرد این هنرمندان و جنبش پاپ در آمریکا بی‌تاثیر نبود. وارهول پس از موفقیت‌های اولیه آثارش به سمت اجرای کارهای سفارشی کشیده شد و پادشاهان ایران، کویت، عربستان و حتی کشورهای آفریقایی به مشتریان او تبدیل شدند. وارهول به عنوان رهبری مشهور و ثروتمند برای جنبش پاپ شناخته می‌شود، که از قول یکی از نزدیکانش فردی توصیف شده که بجز کارش به هیچ چیز دیگری اهمیت نمی‌داد. نه تفریح، نه گردش و نه حتی چیزی به نام خانواده و فامیل. او به طرز خودآزارانه‌ای تلاش می‌کرد که مشهور و ثروتمند بشود و اندی می‌دانست که «رؤیای آمریکایی» فقط با کار فراوان و سخت به دست می‌آید. رؤیایی، که در پول و موفقیت‌های شغلی تعریف می‌شد.